# Diomea
Diomea (in greco antico: Διόμεια?, Diómeia) era il nome di un demo dell'Attica, situato nella città di Atene, formato da una parte interna, che comprendeva il settore orientale della città, ed una esterna, dove c'era il Cinosarge. Si trovava a sud dell'Ilisso, tra Alopece a sud ed Ancile ad est.

## Descrizione
Secondo la leggenda il demo fu fondato da alcuni cittadini di Collito e Melite, il cui capo era Diomo, adoratore e forse amante di Eracle. A Diomo si attribuisce la prima uccisione di un toro e la consumazione del grano sacro. Dopo la morte del semidio Diomo gli offrì un sacrificio ma un cane bianco disturbò l'evento, rubando le carni sacrificali e lasciandole molto lontano. In quel punto Diomo decise di fondare il santuario di Cinosarge.
Ogni cinque anni a Diomea si teneva una famosa festa in onore di Eracle.
A questo santuario venne associato un ginnasio in cui studiavano i giovani delegittimati o con un solo genitore cittadino ateniese. Qui si riuniva anche la scuola cinica fondata da Antistene all'inizio del IV secolo a.C.
Il demo, la cui parte esterna si sviluppava al di fuori dalle mura di Atene, non si allargava per molto, essendo confinante con Alopece che distava 11 o 12 stadi dalla città.
Gli abitanti di Diomea erano conosciuti come arroganti e villani, tanto che Aristofane, per loro, coniò una nuova parola, traducibile con "arroganza Diomedeide".